# Église de Pantin (Métro Paris)
Église de Pantin [eɡliz də pɑ̃tɛ̃] ist eine unterirdische Station der Pariser Métro. Sie befindet sich im Pariser Vorort Pantin und wird von der Linie 5 bedient.
Die Station wurde am 12. Oktober 1942 mit Eröffnung des Abschnitts Gare de Nord–Église de Pantin der Linie 5 in Betrieb genommen. Bis 1985 und der Verlängerung nach Pablo Picasso war die Station Endstation der Linie 5.